# نظرية العقد (اقتصاد)
تدرس نظرية العقد (بالإنجليزية: Contract Theory)‏ آلية بناء الترتيبات التعاقدية بين الفعاليات الاقتصادية بوجود معلومات غير متماثلة. غالباً ما يتم تصنيف نظرية العقد ضمن التحليل الاقتصادي للقانون وذلك بسبب ارتباطها بالوكالات والحوافز. أحد أبرز تطبيقات هذه النظرية هو تصميم الهيكل الامثل لتعويضات الإدارة. في مجال الاقتصاد، كان كينيث أرو أول من تطرق لهذا الموضوع بشكل رسمي في ستينات القرن العشرين. في العام 2016 حصل كل من أوليفر هارت وبينغت هولمستروم على جائزة نوبل في العلوم الاقتصادية بعد عملهم في نظرية العقد حيث قاموا بتغطية جميع الحالات من سداد أتعاب المدير التنفيذي إلى الخصخصة.
التطبيق المعياري لنظرية العقد في الاقتصاد الجزئي في عرض سلوك متخذ القرار ضمن أنماط عددية محددة للمنفعة، ويتم بعد ذلك تطبيق تقنيات الاستمثال لإيجاد القرار الأمثل. تم استخدام هذا الإجراء في إطار نظرية العقد للعديد من الحالات النمطية مثل الخطر الأخلاقي والاختيار الخاطئ. نواة هذه النماذج هي إيجاد طرق نظرية لتحفيز الوكلاء لاتخاذ الأفعال المناسبة، حتى ضمن عقود التأمين. تتضمن النتائج الرئيسية التي تم الحصول عليها من هذه المجموعة من النماذج: خصائص رياضية لهيكلية المنفعة للموكل والوكيل والتخفيف من الفرضيات والاختلافات في بنية الوقت لعلاقة التعاقد بين الأطراف. من المعتاد في النماذج أن الافراد يسعون لتعظيم وظائف منفعة فون نيومان-مورغنسيرن [الإنجليزية] كما تنص نظرية المنفعة المتوقعة.